# 川内 (軽巡洋艦)
川内 (せんだい)は、14隻建造された大日本帝国海軍の5500トン型軽巡洋艦の最終型（3番目）である川内型軽巡洋艦の1番艦。

## 艦名
艦名は、2等巡洋艦の命名慣例に従って九州南部を流れる一級河川である川内川（せんだいがわ）にちなんで名づけられた。川内は「かわうち」と読むこともあるが、本艦は川内（せんだい）である。艦名は海上自衛隊のあぶくま型護衛艦「せんだい」に継承された。

## 艦歴

### 初期
大正時代の日本海軍は7000トン以上の巡洋艦を「一等巡洋艦」、7000トン未満の巡洋艦を「二等巡洋艦」と類別していた（大日本帝国海軍艦艇類別変遷）。
1921年（大正10年）3月19日、建造予定の二等巡洋艦4隻に加古（佐世保工廠で建造予定）、那珂（横濱船渠〃）、川内（長崎三菱造船所〃）、神通（神戸川崎造船所〃）の艦名が与えられた。6月9日、4隻（加古、那珂、川内、神通）は二等巡洋艦として艦艇類別等級別表に登録された。
1922年（大正11年）2月16日、本艦は三菱造船長崎造船所（現・三菱重工長崎造船所）にて起工。同年3月、姉妹艦加古はワシントン軍縮会議のため建造中止となり、10月9日附で一等巡洋艦加古として神戸造船所で建造されることに変更された。これをもって同艦は二等巡洋艦から一等巡洋艦に艦種変更、二等巡洋艦から除籍された。
川内は1923年（大正12年）10月30日に進水した。1924年（大正13年）4月29日竣工。佐世保鎮守府籍。川内に先行して建造が進んでいた那珂は1923年（大正12年）9月1日の関東大震災で被災、建造最終段階の船体は大損害を受けてしまう。このため竣工は1925年（大正14年）11月30日までずれこみ、本型ネームシップは川内に変更された。
1924年5月10日、第二艦隊第五戦隊に編入。12月1日、予備艦となる。上海の情勢悪化に伴い、「川内」と「五十鈴」は1927年3月3日に第一遣外艦隊に編入され、「川内」は佐世保特別陸戦隊を、「五十鈴」は横須賀特別陸戦隊を乗せて上海へと向かった。9月10日に「川内」は予備艦となり、9月13日に佐世保入港。1929年11月30日、第一艦隊第三戦隊に編入。1930年12月1日、第一艦隊第一水雷戦隊に編入。1931年12月1日、予備艦となる。1933年6月から1934年初頭にかけて佐世保工廠で改装工事を実施。呉式二号三型射出機の装備や滑走台の撤去等がなされた。1933年11月15日、第一艦隊第一水雷戦隊に編入。1934年11月15日、予備艦となる。この時期、友鶴事件発生に伴う復元性能改善工事や、機関部の特定修理等が行われた。1935年11月15日、第一艦隊第一水雷戦隊に編入。1936年12月、第四艦隊事件発生に伴う船体補強工事を受ける。
1937年に発生した第二次上海事変では巡洋艦出雲と共に中華民国軍を撃退するなど重要な役割を果たした。その後、第一水雷戦隊旗艦として日中戦争における中国南部への日本軍の輸送を掩護した。
1938年8月1日、第三艦隊第一水雷戦隊に編入。12月1日、第一艦隊第一水雷戦隊に編入。
1939年（昭和14年）11月15日、それまで川内は第一水雷戦隊（川内、第2駆逐隊《村雨、夕立、五月雨、春雨》、第21駆逐隊《初春、若葉、子日、初霜》、第24駆逐隊《海風、江風、山風、涼風》）旗艦として行動していたが、一水戦旗艦は長良型軽巡6番艦阿武隈に変更され、川内は修理を兼ねて特別役務艦となった。
1940年5月1日、第一艦隊第三水雷戦隊に編入。

### 南方作戦
太平洋戦争緒戦では第三水雷戦隊の「川内」と第十二駆逐隊、第十九駆逐隊、第二十駆逐隊（駆逐艦1隻は除く）は第一掃海隊および第十一駆潜隊とともに馬来部隊（指揮官は南遣艦隊司令長官小沢治三郎）の護衛隊（指揮官は第七戦隊司令官栗田健男少将）第一護衛隊（指揮官は第三水雷戦隊司令官）を編成し、マレー半島への上陸作戦に参加した。第三水雷戦隊は第七戦隊と共に栗田少将に率いられて11月29日に三亞に進出した。第25軍先遣兵団を乗せた船団や「川内」などは12月4日に三亞から出撃。12月7日、船団は目的地ごとに分かれ、「川内」は第十九駆逐隊などと共にコタバル方面へ向かう船団（「淡路山丸」、「綾戸山丸」、「佐倉丸」）を護衛した。12月8日に上陸が行われたが、爆撃を受けて「淡路山丸」は炎上し、「綾戸山丸」と「佐倉丸」も被弾した。そのため「淡路山丸」を残し、他は避退。「川内」はシンゴラへ向かい、他はパタニへ向かった。
橋本少将はコタバル再上陸実行を決断。「綾戸山丸」と「佐倉丸」を「川内」や駆逐艦10隻などが護衛して再びコタバルへと向かい、12月9日に再上陸が行われた。「川内」は撃墜されたイギリス軍機の乗員2名を収容し、また修理支援のため「佐倉丸」に工作隊を送った。同日中に揚陸は終わり、「川内」などはコタバルを離れた。
12月8日に戦艦「プリンス・オブ・ウェールズ」、巡洋戦艦「レパルス」を中心とするイギリス艦隊がシンガポールから出撃し、12月9日に潜水艦「伊号第百六十五潜水艦」がこれを発見した。小沢中将は水上部隊を集結させて夜戦を行なおうとし、第三水雷戦隊と軽巡洋艦「鬼怒」、「由良」の第七戦隊への合流を命じた。しかし、イギリス艦隊反転に伴い、第三水雷戦隊はプロコンドル島での補給が命じられ、そこへ向かった。また、「川内」は不時着していた重巡洋艦「鈴谷」搭載機を揚収した。「プリンス・オブ・ウェールズ」と「レパルス」は12月10日のマレー沖海戦で基地航空隊の攻撃により撃沈された。
マレー沖海戦より前に馬来部隊の編制は変更されており、「川内」、第十九駆逐隊、第二十駆逐隊（駆逐艦1隻は除く）、練習巡洋艦「香椎」などとなった第一護衛隊（指揮官は第三水雷戦隊司令官）は12月13日から第二次マレー上陸に参加した。船団や「川内」などは12月13日にカムラン湾から出撃。船団は途中で二分され、「川内」は「香椎」などとともにシンゴラ、パタニ方面へ向かう方を護衛した。船団は12月16日にそれぞれの目的地に到着し、揚陸が開始された。12月19日、コタバルの北東10海里で「川内」の九四式水偵はオランダ潜水艦「O20」を発見して60kg爆弾2発を投下し、続いて駆逐艦などが爆雷攻撃を行った。同日夜浮上した「O20」は駆逐艦「浦波」と交戦して沈没した。「川内」などはそれより前にコタバルを離れていた。

次いで第一護衛隊（指揮官は第三水雷戦隊司令官）は第三水雷戦隊（駆逐艦9隻除く）、掃海艇2隻、駆潜艇1隻となり、クワンタン上陸作戦に参加することになった。「川内」と駆逐艦2隻は上陸部隊を乗せた輸送船を護衛して12月25日にサンジャックからシンゴラへ向かい、12月27日に到着した。しかし、この作戦は中止となった。「川内」は12月29日にシンゴラを離れ、12月31日にカムラン湾に着いた。
次に、エンドウ、メルシン上陸作戦が実施されることになり、「川内」などもこれに参加することとなった。第一護衛隊（指揮官は第三水雷戦隊司令官）は「川内」、第十一駆逐隊、第二十駆逐隊、第一掃海隊、第十一駆潜隊、、海防艦「占守」、「音羽丸」、「留萌丸」、特設監視艇6隻となった。第一護衛隊はまず1942年1月9日から1月16日にかけて第十八師団主力を運ぶ船団を萬山群島からカムラン湾まで護衛した。しかし、陸軍部隊が陸路エンドウに迫ったこともありこの作戦も中止となった。作戦中止に伴い、第18師団主力はシンゴラへ揚陸されることになった。また、その後の航空作戦上、航空燃弾のエンドウへの輸送が必要であったことから、シンゴラから輸送船2隻がエンドウへ向かうこととなった。第一護衛隊から「占守」と特設監視艇2隻が除かれた。エンドウへ向かう輸送船2隻は1月24日にシンゴラから出発。一方、第一護衛隊主力は1月23日にプロコンドル島から出撃し、「川内」は1月25日に船団に合流した。1月26日、船団は泊地に投錨して揚陸が開始された。1月27日未明、イギリス駆逐艦「サネット」とオーストラリア駆逐艦「ヴァンパイア」が泊地を襲撃したが撃退され、「サネット」が沈んだ（エンドウ沖海戦）。海戦中、「川内」も敵駆逐艦に対して砲撃を行っている。「川内」は第十一駆逐隊（駆逐艦1隻除く）、駆逐艦「朝霧」とともに輸送船1隻を護衛して1月28日にエンドウを離れた。輸送船はテンゴル島付近まで護衛し、「川内」などは1月30日にカムラン湾に着いた。
次の作戦は南部スマトラの攻略で、第三水雷戦隊（駆逐艦8隻を除く）は第一掃海隊、第十一駆潜隊（駆潜艇1隻を除く）とともに先遣隊船団護衛を行なう第一護衛隊となった。「川内」と駆逐艦4隻は陸軍先遣隊船団（輸送船8隻）を護衛して2月9日にカムラン湾から出撃した。また、2月10日には主隊（重巡洋艦5隻、軽巡洋艦「由良」など）他が、2月11日には陸軍主力船団がそれぞれ出撃した。2月12日、小沢中将はシンガポール方面からの脱出部隊攻撃を行うことを決めた。「川内」は「由良」、第七戦隊第一小隊、第十一駆逐隊、第十二駆逐隊とともにシンケップ島東方へと向かった。2月13日、「川内」と「由良」は3000トン級特設巡洋艦らしきもの1隻撃沈を報じた。これは特設掃海艇「ヤラク」（75総トン）の可能性がある。「ヤラク」は日本巡洋艦3隻と駆逐艦1隻に砲撃されて大破し、2月16日に沈んだ、とされる。2月14日、「川内」と第十一駆逐隊第一小隊は船団護衛に戻った。2月15日、船団は泊地に到着し、上陸が開始された。同日、スマトラ西方を北上する敵艦隊（カレル・ドールマン少将率いる重巡洋艦1隻、軽巡洋艦4隻、駆逐艦8隻）が発見される。「川内」などは主隊への合流を命じられた。しかし、敵艦隊は航空攻撃を受けると撤退した。2月16日、「川内」はイギリス哨戒艇を撃破し、イギリス監視艇を臨検後ムントクへ回航した。また、駆逐艦「吹雪」とともにイギリスタンカーを捕獲した。
この後「川内」はシンガポール周辺やマラッカ海峡の水路啓開を支援し、2月27日に重巡洋艦「鳥海」などとともにセレター軍港に入港した。

3月は北部スマトラ攻略作戦やアンダマン攻略作戦に参加した。
空母龍驤が活躍したベンガル湾機動作戦では川内以下第三水雷戦隊は後方警戒隊だったため、特に戦果はなかった。4月末、川内は補修のため佐世保へ帰投した。

### ミッドウェー海戦
1942年（昭和17年）5月29日、ミッドウェー島攻略作戦に当たり、第三水雷戦隊（軽巡川内《旗艦》、第11駆逐隊《吹雪、白雪、初雪、叢雲》、第19駆逐隊《磯波、浦波、敷波、綾波》、第20駆逐隊《天霧、夕霧、朝霧、白雲》）は連合艦隊司令長官山本五十六大将直率の主力部隊に所属した。
主力部隊の軍隊区分は、戦艦部隊（第一戦隊《大和、長門、陸奥》、第二戦隊《戦艦扶桑、山城、伊勢、日向》）、巡洋艦戦隊（第九戦隊《北上、大井》）、水雷戦隊（三水戦司令官、第三水雷戦隊、第一水雷戦隊《第24駆逐隊《海風、江風》、第27駆逐隊〔時雨、白露、夕暮〕》）、空母隊（鳳翔）、特務隊（千代田艦長、水上機母艦《千代田、日進》）、第一補給隊（駆逐艦有明、給油艦《鳴戸、東栄丸》）、第二補給隊（駆逐艦山風、給油艦《さくらめんて丸、東亜丸》）というものである。
第一艦隊司令長官高須四郎中将指揮下の警戒部隊分離後の主隊軍隊区分は、本隊（大和、陸奥、長門）、警戒隊（軽巡《川内》、第11駆逐隊《吹雪、白雪、初雪、叢雲》、第19駆逐隊《磯波、浦波、敷波、綾波》）、空母隊（空母鳳翔、駆逐艦夕風）、特務隊（千代田、日進）、第一補給隊（有明、鳴戸、東栄丸）であった。
主力部隊を護衛する水雷部隊は、第三水雷戦隊と第一水雷戦隊の寄せ集めで、各艦・各隊が内海西部に集合したのは出撃直前の5月下旬だった（川内は5月25日に内海西部集合）。つまり艦隊としての総合訓練も、水雷戦隊としての訓練もできなかった。連合艦隊参謀長宇垣纏少将（大和座乗）は陣中日誌戦藻録（5月29日分）に水雷部隊について「近来艦隊行動なく、直衛たる水戦の運動誠に心許なく油断を許さず。夜間配備に転換も、子供を寝床に一々連れて行くが如し」と記述している。
5月29日朝、攻略部隊本隊（第二艦隊長官）と主力部隊（連合艦隊長官）は内海西部を出撃する。悪天候に見舞われ、巡洋艦や駆逐艦は波を被る状態だった。
6月2日、連合艦隊司令部（大和）は給油艦から水雷部隊への補給を命じるが手間取り、宇垣参謀長は「骨の折れる子供共なり」と記述した。
6月3日、三水戦2隻（川内、磯波）は視界不良の中で主力部隊から落伍・行方不明となる。鳳翔所属九六式艦上攻撃機が捜索したところ、主力部隊前方43浬地点を航行中のところを発見され、連れ戻された。
6月4日、警戒部隊（第一艦隊司令長官高須四郎中将）は主力部隊から分離、主隊（第一戦隊、第三水雷戦隊、鳳翔他）はミッドウェー島に向かった。
6月5日、連合艦隊は南雲忠一中将率いる第一航空艦隊（空母赤城、加賀、蒼龍、飛龍基幹）の後方600海里の位置に留まり、決定的な戦闘に貢献できなかった。
攻略部隊主隊（第二艦隊）や南雲機動部隊残存部隊合同後の6月7日夕刻、主力部隊護衛中の第三水雷戦隊や第十戦隊の駆逐艦は、在庫燃料半分以下になった。連合艦隊司令部は第一戦隊（大和、陸奥、長門）・第三戦隊（比叡、金剛、榛名、霧島）から駆逐艦への燃料補給を発令するが、悪天候のため難航。宇垣参謀長（大和座乗）は戦藻録に「時已に暗黒視界不良、而も敵潜の感あり、附近に散在する事確実、速力は増せず変針は出来ず而も四〇度の梯陣、子供を横腹に抱へて添乳しながらの一戦隊、三戦隊の進航は、難事中の難事只諦めて実行する以外何物も無し。三戦隊は矢張り上手にて此暗黒の中次の子供にも哺乳せり。」と、艦隊航行中における水雷戦隊駆逐艦への燃料補給の難しさを記述している。
日本本土へ退避中の6月9日日付変更後、第一戦隊（大和、陸奥、長門）直衛中の三水戦駆逐艦（浦波、磯波）が衝突事故を起こす。川内（旗艦）は現場に残り、処置を命じられた。
6月11日、主力艦隊から落伍していた2隻（川内、浦波）は鳳翔艦攻によって発見され、同機誘導下で主力部隊に行動した。6月14日、主力部隊（第三水雷戦隊含む）は呉に帰投した。
1942年（昭和17年）7月中旬、日本海軍はインド洋方面通商破壊作戦「B作戦」を発動。7月15日、第三水雷戦隊は南西方面艦隊へ配属された。同作戦参加戦力は第七戦隊（司令官西村祥治少将：重巡洋艦熊野、鈴谷）、第三水雷戦隊（川内、第11駆逐隊、第19駆逐隊、第20駆逐隊）、第二水雷戦隊（第2駆逐隊《村雨、五月雨、夕立、春雨》、第15駆逐隊《黒潮、親潮、早潮》）等によって構成され、7月31日にマレー半島西岸メルグイに集結する。8月8日、ガダルカナル島の戦いが始まった事によりインド洋での作戦は中止され、各隊・各艦はダバオを経由してトラック泊地やソロモン諸島へ向かった。第三水雷戦隊はマカッサル・ダバオ・トラック諸島を経由してソロモン海へ進出した。

### ガダルカナル島の戦い（八月〜九月）
8月24日、第三水雷戦隊（川内、天霧、夕霧、朝霧、白雲）は輸送船2隻（佐渡丸、浅香山丸、〔指揮官川口清健陸軍少将、川口支隊主力約5000名〕）を護衛してトラック泊地を出撃、ガ島にむけて南下を開始した。同時期に生起した第二次ソロモン海戦で日本海軍は空母龍驤・駆逐艦睦月・輸送船金龍丸を喪失、輸送船団を護衛していた姉妹艦神通（第二水雷戦隊旗艦）も中破した（トラック泊地へ回航）。輸送船団によるガ島突入は中止され、駆逐艦による強行輸送作戦がはじまる。
上層部の命令を受けて第20駆逐隊（天霧、朝霧、夕霧、白雲）は輸送船（佐渡丸、浅香山丸）から陸兵を受け入れると、川内と分離・先行してガ島突入を目指す。だがショートランド諸島（ショートランド泊地）からガ島突入を企図する第24駆逐隊（海風、江風、磯風）との合同作戦に手間取るうち、8月28日に空襲を受け朝霧沈没、夕霧と白雲大破、駆逐隊司令山田雄二大佐が戦死、第20駆逐隊は大打撃を受けてしまった（10月1日附で解隊）。川内は輸送船2隻（佐渡丸、浅香山丸）を護衛し、一旦ラバウルへ向かった。
増援部隊指揮官田中頼三第二水雷戦隊司令官は重巡衣笠を臨時の旗艦としてブーゲンビル島ブイン近くのショートランド諸島（ショートランド泊地）から指揮をとっていたが、作戦方針をめぐって陸軍や第八艦隊（司令長官三川軍一中将）と対立した。8月31日午前8時、第三水雷戦隊（川内、第19駆逐隊《浦波、敷波》および第17駆逐隊《浦風、谷風》）がショートランド泊地に到着。これをもって田中少将は増援部隊の任務を解かれ、第三水雷戦隊司令官橋本信太郎少将がその任を引き継いだ。
これ以降、川内はソロモン諸島で活動を行った。第三水雷戦隊を基幹とする増援部隊はブーゲンビル島ショートランド泊地からガダルカナル島への強行輸送作戦（鼠輸送/東京急行）に従事した。
9月4日、増援部隊指揮官直率隊（川内、海風、江風、涼風）、夕立隊（夕立、初雪、叢雲）、浦波隊（浦波、敷波、有明）はガ島輸送のため、それぞれショートランド泊地を出撃。川内隊は大発動艇のガ島輸送作戦（蟻輸送）を掩護した。夕立隊は輸送終了後にルンガ泊地へ突入し、アメリカ軍輸送駆逐艦2隻を撃沈している。
9月8日午前3時、アメリカ軍は輸送駆逐艦2隻・特設哨戒艇2隻（漁船改造）を投入してアメリカ海兵隊2個大隊をガ島に上陸させ、ガ島ヘンダーソン飛行場のため展開中の日本陸軍部隊に打撃を与えた。陸軍より『八日0800頃巡洋艦一隻駆逐艦六隻輸送船四隻『タイボ』岬附近ニ上陸ヲ開始セリ』の報告を受け、外南洋部隊指揮官三川軍一第八艦隊司令長官は増援部隊（三水戦）等にアメリカ軍輸送船団の攻撃を指示する。川内および駆逐艦部隊（白雪、吹雪、陽炎、天霧、夕暮）はガ島ルンガ泊地に突入。だが、アメリカ軍輸送船団はすでに存在せず、掃海艇1隻を被弾座哨させたにとどまった。
9月12日、三水戦司令官ひきいる艦艇奇襲隊（川内、敷波、吹雪、涼風）はガ島ルンガ泊地に突入したが米艦艇を認めず、ヘンダーソン飛行場を砲撃した。このほかにも外南洋部隊主力艦（鳥海、青葉、古鷹、衣笠）と囮部隊が行動していたが、日本陸軍の飛行場攻撃延期により、各隊はガ島から距離をとった。ガ島飛行場攻撃の展開に不安をもった日本陸軍（第十七軍）は、輸送船佐渡丸（護衛、駆逐艦嵐）に乗ってラバウルに到着した陸軍青葉支隊を、ただちにガ島へ投入する。増援部隊各艦はガ島輸送を兼ねてショートランド泊地を出撃、ガ島へ突入することになった。9月14日夜、駆逐艦4隻（漣、潮、涼風、吹雪）はガ島輸送を実施。奇襲隊（川内、海風、江風、浦波、敷波、嵐、叢雲、白雪）もガ島へ向かったが、ヘンダーソン飛行場健在の情報により昼間のガ島揚陸は中止され、川内はショートランドへ戻った。このため駆逐隊のみでガ島輸送を実施した。
ガ島総攻撃に失敗した日本軍は、同島所在陸軍の兵力・物資・弾薬・重火器・糧食を増強することになり増援部隊（第三水雷戦隊および編入部隊・艦）は引続きガ島強行輸送作戦に従事した。
9月18日、増援部隊指揮官直率隊（川内、浦波、白雪、叢雲、浜風）はアメリカ軍輸送船団（ガ島守備隊報告によると輸送船6、巡洋艦3、駆逐艦10）を攻撃するためショートランド泊地を出撃、各隊に合流を命じた。しかしガ島守備隊よりアメリカ軍輸送船団全隻撤収の報告を受け、輸送隊（海風、江風、涼風、嵐）は予定とおり揚陸を実施。川内以下直率隊はルンガ泊地桟橋付近を砲撃したが、効果は不明だった。

### ガダルカナル島の戦い（十月〜十一月）
10月11日、ガダルカナル島飛行場砲撃に向かった外南洋部隊支援隊指揮官五藤存知第六戦隊司令官指揮下の飛行場砲撃隊（第六戦隊《青葉、古鷹、衣笠》、第11駆逐隊第2小隊《吹雪、初雪》）は米艦隊に迎撃され、2隻（古鷹、吹雪）を喪失した（サボ島沖海戦）。
並行して実施された水上機母艦2隻（日進、千歳）、駆逐艦6隻（秋月、綾波、白雪、叢雲、朝雲、夏雲）による輸送作戦も、第六戦隊救援にむかった駆逐艦2隻（叢雲、夏雲）を空襲により喪失した。
10月12日午前2時、増援部隊指揮官橋本信太郎第三水雷戦隊司令官は米艦隊の脅威にさらされた日進輸送隊を収容するため直率隊（川内、由良、天霧、浦波、磯波、時雨、白露）をひきいてショートランド泊地を出撃した。橋本司令官は日進隊と合流後、4隻（由良、天霧、時雨、白露）に日進隊の護衛を命じ、自身は第9駆逐隊・第11駆逐隊救援のためガ島方面へ向かった。川内隊は朝雲（第9駆逐隊司令佐藤康夫大佐）と白雪（第11駆逐隊司令杉野修一大佐）と合流、このあと2隻（朝雲、白雪）のみ航行不能となった叢雲救援のために引き返し、同艦を処分した。
三水戦の出撃に並行して行われた甲標的母艦千代田、軽巡龍田の出撃（ガ島甲標的基地建設）は中断された。
10月13日夜間、第三戦隊司令官栗田健男少将の指揮下、金剛型戦艦2隻（金剛、榛名）によるヘンダーソン基地艦砲射撃が実施された際には、水上偵察機2（川内、由良）が弾着観測を、水偵2（衣笠、古鷹）が照明弾投下機となって艦砲射撃を支援した。
10月14日、重巡2隻（妙高、摩耶）と第二水雷戦隊（旗艦五十鈴）によるガダルカナル島飛行場砲撃が行われ、この間、軽巡部隊（川内、由良、龍田）、駆逐艦部隊（朝雲、白雪《甲標的物件》、暁、雷）による輸送作戦が行われた。
並行して行われた千代田、暁のガ島甲標的基地設置は途中で中断された。また外南洋部隊主隊（鳥海、衣笠、天霧、望月）がガ島ヘンダーソン飛行場に艦砲射撃をおこなったものの、飛行場の戦力は健在だった。第四水雷戦隊（秋月、村雨、五月雨、夕立、春雨、時雨、白露、有明、夕暮）が護衛する輸送船6隻は、アメリカ軍機の空襲で輸送船3隻（吾妻山丸、笹子丸、九州丸）が炎上喪失、揚陸した物件もアメリカ軍機の空襲や艦砲射撃で焼き払われてしまったという。
10月16日、増援部隊指揮官直率の軽巡洋艦戦隊（川内、由良、龍田）と、第四水雷戦隊司令官高間完少将（旗艦秋月）が指揮する同水雷戦隊第1小隊：秋月・第9駆逐隊（朝雲）・第6駆逐隊（暁、雷）、第2小隊：第2駆逐隊（村雨、夕立、春雨、五月雨）、第3小隊：第19駆逐隊（浦波、敷波、綾波）、第4小隊：第27駆逐隊（時雨、白露、有明）によるガダルカナル島輸送作戦（陸兵2159名、野砲6門、速射砲12門、軍需物資）が行われることになった。17日夜、軽巡戦隊はガ島エスペランス岬にて、水雷戦隊はタサファロング岬にて揚陸に成功。231名を救助したが、この中にサボ島沖海戦で沈没した吹雪航海長以下数名が含まれていた。本作戦で由良が米潜水艦グランパスに雷撃されたが、命中魚雷は不発だったため損害は軽微だった。
11月2日、増援部隊指揮官橋本信太郎第三水雷戦隊司令官は旗艦を軽巡川内から重巡衣笠に変更、第一攻撃隊（衣笠、川内、天霧、初雪）を率いて甲増援隊（旗艦朝雲）と乙増援隊（旗艦浦波）のガ島輸送作戦を支援した。乙増援隊の輸送は成功したが、甲増援隊は揚陸地点の悪天候により一部物資を揚陸できなかった。つづいて増援部隊指揮官（橋本少将）は旗艦を衣笠から浦波に変更し、乙増援隊（浦波、敷波、綾波、白雪、望月、天龍）を指揮して11月5日のガ島輸送を実施した。ショートランド泊地帰投後の11月6日、橋本少将は将旗を川内に戻し、同時に増援部隊指揮官の職務を第二水雷戦隊司令官田中頼三少将に引き継いだ。川内以下第三水雷戦隊各艦はトラック泊地へ向かうが、この際、橋本少将はガ島輸送作戦において常に上空直掩にあたったR方面航空部隊（水上機部隊）を訪問し、謝意を述べている。
11月中旬、川内以下第三水雷戦隊は第三次ソロモン海戦に参加。11月13日の第1夜戦は後方掩護に留まった。11月15日の第2夜戦における本艦は、第二艦隊司令長官近藤信竹中将（旗艦愛宕）の指揮下で行動した。近藤艦隊の戦力は、戦艦1隻（霧島）、重巡2隻（愛宕《艦隊旗艦》、高雄）、軽巡2隻（川内、長良）、駆逐艦9隻（照月、朝雲、電、五月雨、白雪、初雪、浦波、敷波、綾波）。橋本司令官は第二部隊/掃蕩隊（川内、浦波、敷波、綾波）を指揮して本隊の前方を進んだ。
これに対し、アメリカ軍の戦力はウィリス・A・リー少将が率いる戦艦2隻（ワシントン、サウスダコタ）、米駆逐艦4隻（ウォーク、グウィン、ベンハム、プレストン）であった。掃蕩隊（川内、浦波、敷波）はワシントンの主砲による砲撃を受けたが、煙幕を張って退避したため命中弾はなかった。分離していた綾波は雷撃後に集中砲撃を受け沈没。
また近藤中将（愛宕座乗）は掃蕩隊（川内、浦波、敷波）を敵艦と錯覚し、砲戦魚雷戦用意を発令したが射撃前に味方（川内）と判明している。この後の戦闘で、第四戦隊、第三水雷戦隊、長良隊が発射した酸素魚雷はほとんど自爆し、アメリカの新型戦艦2隻を取り逃がした。掃蕩隊はルンガ泊地に先行して「ルンガ方面敵を見ず射撃可能と認む」と報じたものの、前進部隊指揮官より敵戦艦攻撃命令があって反転する。だが戦果はなかった。
また増援部隊（指揮官田中頼三第二水雷戦隊司令官）が護衛していた輸送船団も昼間の空襲で壊滅状態となっており、日本軍のガダルカナル島奪回企図は完全に頓挫した。トラック泊地に戻った川内はしばらく待機した。

### 昭和十八年前半の行動
1943年（昭和18年）1月20日、第三水雷戦隊司令部および2隻（川内、白雪）は南東方面部隊に編入された。これは南東方面部隊指揮官草鹿任一第十一航空艦隊司令長官の希望によるもので、ガ島増援輸送で尽力した三水戦司令官橋本信太郎少将にガ島撤退作戦でも活躍してもらうための措置だった。1月24日、川内はラバウルへ進出。26日、橋本少将は第十戦隊司令官小柳冨次少将から増援部隊指揮官の職務を引き継ぐ。橋本司令官は旗艦を白雪に変更してショートランド泊地へ進出、川内はニューアイルランド島カビエンに回航された。同地では外南洋部隊支援隊（指揮官西村祥治第七戦隊司令官）の重巡2隻（熊野、鳥海）が待機しており、到着と共に西村司令官の指揮下に入った。川内搭載水上機はR方面航空隊に派遣。以後、川内はラバウルやショートランド泊地に停泊してケ号作戦（ガダルカナル島撤退作戦）の支援にあたった。
2月中旬、第三水雷戦隊司令官は橋本信太郎少将から木村昌福少将に交替した。橋本少将は海軍水雷学校長に赴任した。木村少将は白雪に乗艦してカビエンに移動し、23日に将旗を川内に掲げた。戦史叢書では2月24日にラバウルで橋本と交替としている。ラエ方面陸軍輸送船団護衛任務（第八十一号作戦）のため、木村少将は26日に旗艦を川内より白雪に変更、ラバウルへ向かった。
外南洋部隊の主要艦艇は、指揮官三川軍一第八艦隊司令長官（旗艦：重巡洋艦青葉）の指揮下、増援部隊指揮官木村昌福第三水雷戦隊司令官指揮下の増援部隊（川内、朝潮、荒潮、白雪、初雪、皐月、水無月、文月、長月、雪風、時津風、朝雲、峯雲、浦波、敷波、村雨、五月雨）という編成である。
だが3月2日-3日のビスマルク海海戦で増援部隊は駆逐艦4隻（白雪、朝潮、荒潮、時津風）を喪失、白雪の沈没時に木村少将は負傷してしまった。3月6日附で橋本少将は退任、江戸兵太郎少将が三水戦司令官に任命される。3月23日、新たな三水戦司令官として秋山輝男少将が着任した。
3月25日、第三水雷戦隊に第8駆逐隊が編入されるが、既に朝潮型3隻（朝潮、荒潮、大潮）を喪失して満潮1隻（大破修理中）となっており、同駆逐隊は4月1日附で解隊されている。
4月1日の戦時編制改編により第三水雷戦隊（川内、第11駆逐隊《初雪、天霧、夕霧》、第22駆逐隊《文月、皐月、長月、水無月》、第30駆逐隊《三日月、望月、卯月》）は第八艦隊（司令長官鮫島具重中将）に配属された。第30駆逐隊は卯月型3隻で再編成されたばかりである。また同日時点で本艦は増援部隊（川内、五月雨、朝雲、第10駆逐隊《秋雲、夕雲、風雲》、雪風、第22駆逐隊《皐月、水無月、長月》、天霧）の旗艦だった。
4月3日、重巡洋艦「青葉」がカビエンで空襲にあい、被弾擱座。「川内」が曳航を試みるも、浸水のため断念された。「青葉」の応急修理後、4月21日に「川内」は「青葉」を曳航してトラックへ向かい。4月25日に到着した。
「川内」は5月に佐世保へ帰投。三水戦旗艦は、夕張・天霧・長月・新月等が引き継いだ。同地では第24駆逐隊（涼風、江風）等の修理整備や、第134号艦（阿賀野型軽巡洋艦3番艦矢矧）の建造をおこなっており、川内の修理もその中で行われた。佐世保での改装で5番砲塔（14cm単装砲）は撤去され、3連装25mm高角機銃2基を装備。さらに21型電探を搭載した。改装は6月25日に終わり、トラック泊地へ出動。7月5日に到着、同日中にラバウルへ向かい、7月8日に到着した。

### ニュージョージア島の戦い
川内がトラック泊地へ航行中の6月30日、アメリカ軍はカートホイール作戦を発動、ニュージョージア島、レンドバ島などへ上陸を敢行しソロモン諸島方面の状況は緊迫の度合いを増した（ニュージョージア島の戦い）。当時の川内は外南洋部隊（第八艦隊）麾下の増援部隊（川内、夕張、天霧、初雪、長月、水無月、皐月、三日月、望月、夕凪、松風、浜風）に所属していた。第三水雷戦隊司令官秋山輝男少将は増援部隊指揮官としてアメリカ海軍と交戦していたが、7月5日-6日のクラ湾夜戦で旗艦の秋月型駆逐艦「新月」が撃沈された時に戦死、司令官と共に第三水雷戦隊司令部も全滅した。また本海戦で駆逐艦多数（長月〔座礁沈没〕、天霧、初雪、谷風、涼風、望月）が損傷するなど、他の艦艇も被害を受けた。増援部隊指揮官の職務を有賀幸作大佐（重巡鳥海艦長）が一時代行。7月7日、伊集院松治大佐（前職、戦艦金剛艦長）が三水戦司令官に就任。10日に着任している。
7月9日夕刻、鮫島司令長官が率いる水上部隊（重巡鳥海、軽巡川内、警戒隊《雪風、夕暮、谷風、浜風》）、輸送隊（皐月、三日月、松風、夕凪）はブーゲンビル島ブインを出撃、コロンバンガラ島輸送には成功したが米艦隊と遭遇せず、水上戦闘は生起しなかった。
7月12日、今度は第二水雷戦隊（司令官伊崎俊二少将：旗艦神通）が増援部隊を指揮して輸送作戦を実施したが、同日夜のコロンバンガラ島沖海戦で神通は沈没、神通の沈没時に第二水雷戦隊司令部も全滅した。
これを受けて、第七戦隊司令官西村祥治少将を指揮官とする夜戦部隊が編制され、7月16日夜および18日夜にラバウルを出撃した。16-17日の出撃は、ブイン大規模空襲により駆逐艦部隊が損害を受け（〔沈没〕初雪、〔小破〕皐月、水無月）、中止された。18日夜ラバウル出撃時の戦力は、第七戦隊旗艦熊野以下主隊の重巡3隻（熊野、鈴谷、鳥海）、水雷戦隊（川内、雪風、浜風、清波、夕暮）、輸送隊（三日月、水無月、松風）であった。輸送作戦は成功したものの米艦隊は出現せず、逆にコロンバンガラ島沖でPBYカタリナ飛行艇"ブラックキャット"(夜間哨戒機仕様)に誘導されたアメリカ軍機の夜間空襲を受けた。米海兵隊のTBFアヴェンジャー雷撃機により熊野に魚雷1本が命中、駆逐艦夕暮が轟沈、救援に向かった清波もB-25爆撃機により撃沈され、2隻（夕暮、清波）は全乗組員が戦死した。
7月27日深夜、ニューブリテン島ツルブへの輸送任務に従事していた駆逐艦2隻（三日月、有明）がグロスター岬で座礁、深刻な損傷を受けた。28日午前2時、3隻（川内、皐月、望月）は救援のためにラバウルを出撃するが、途中で反転し帰投。かわりに駆逐艦秋風が現場へ向かい、沈没・放棄された2隻（三日月、有明）より生存者を収容している。
8月上旬、ニュージョージア島の陥落が現実的となり、日本軍はコロンバンガラ島及び周辺地域に増援兵力を送ることにした。外南洋部隊は増援部隊指揮官（三水戦司令官）に駆逐艦4隻（萩風、嵐、江風、時雨）によるコロンバンガラ島輸送、川内によるブイン輸送を命じた。8月6日午前3時、川内（人員379名、物資97トン）はラバウルを出撃、途中でコロンバンガラ輸送隊と合流して北上したのち、途中で分離。川内は夜になってブインに到着、物資を揚陸した。だがコロンバンガラ輸送隊はフレデリック・ムースブルッガー中佐率いるアメリカ軍駆逐艦6隻に奇襲されて3隻（萩風、嵐、江風）を喪失、時雨のみ生還した（ベラ湾夜戦）。合流した2隻（川内、時雨）はラバウルへ帰投した。
8月15日、アメリカ軍はベララベラ島へ上陸を開始、日本軍は同方面へ緊急輸送を実施することになり伊集院三水戦司令官は旗艦を川内から駆逐艦漣に変更した。夜戦隊（漣、浜風、磯風、時雨）を率いて同島へ向かい、17日夜にトーマス・J・ライアン大佐率いるアメリカ軍駆逐艦4隻と交戦（第一次ベララベラ海戦）、輸送隊に被害はあったが作戦はおおむね成功した。
8月22日より駆逐艦4隻（時雨、浜風、磯風、漣）は第七聯合特別陸戦隊（サンタイサベル島）レカタ撤退及びブイン転進作戦「E作戦」に従事するが、アメリカ軍機の妨害や敵艦隊の動向不明によりラバウルへ撤退した。8月25日からの第2次作戦では、伊集院司令官は軽巡川内に座乗、直率3隻（川内、漣、松風）を牽制陽動部隊としてショートランド島南方海面を行動する。3隻（時雨、浜風、磯風）はレカタにて陸戦隊の収容に成功するも空襲により浜風が小破、各艦はラバウルに帰投した。
8月28日、七聯特転進隊は3隻（時雨、浜風、磯風）から2隻（川内、漣）へ移動、2隻は同部隊をブインへ輸送した。なお第三水雷戦隊司令部は本艦について『昼間対空兵装ナキ川内ヲ以テ敵小型機行動圏(ルッセル島ノ300浬以内)ヲ四時間モ行動スルハ危険極リナキ』と評価している。
この後、伊集院第三水雷戦隊司令官は9月下旬〜10月初頭のコロンバンガラ島撤退作戦（セ号作戦）や、10月上旬のベララベラ島撤退作戦（第二次ベララベラ海戦）で陣頭に立ちアメリカ艦隊と交戦しているが、出撃のたびに川内から駆逐艦秋雲に乗り換えており、川内がアメリカ軍と交戦する機会はなかった。10月13日、第五戦隊（妙高、羽黒）、駆逐艦2隻（長波、涼風）がラバウルに到着、南東方面艦隊の一員となる。10月17日、南東方面艦隊司令長官草鹿任一中将は、南東方面部隊命令作第30号により連合襲撃部隊（第五戦隊・第三水雷戦隊を基幹とする水上部隊）を外南洋部隊（第八艦隊）からのぞき、南東方面艦隊直率とする兵力部署改定を実施した。

### ブーゲンビル島沖海戦
アメリカ軍のブーゲンビル島侵攻に伴い11月2日に生起したブーゲンビル島沖海戦で川内は、米艦隊の砲雷撃を受けて沈没した。経過は以下の通りである。
10月27日、連合軍約6300名がトレジャリー諸島モノ島へ上陸、海兵隊725名がチョイセル島へ上陸した。連合軍の目標はブーゲンビル島タロキナ岬への上陸と飛行場建設であって、モノ島上陸はその前哨戦であった。アメリカ軍の水上戦力は、輸送船団（駆逐艦11、輸送船12）、第39任務部隊（アーロン・S・メリル少将：巡洋艦4、駆逐艦8）、第38任務部隊（フレデリック・C・シャーマン少将：空母2隻《サラトガ、プリンストン》、護衛艦）で、アメリカ軍からみれば『不充分』であったという。
同日の南東方面艦隊（司令長官草鹿任一中将）直率水上部隊（連合襲撃部隊：指揮官第五戦隊司令官大森仙太郎少将）は、第一襲撃部隊（妙高、羽黒、長良）、第二襲撃部隊（川内、皐月、文月、卯月、夕凪）という編制だった。襲撃部隊の出撃は草鹿中将の下令により中止、同日附で軽巡長良は連合襲撃部隊からのぞかれトラックへ回航され、11月1日附で第四艦隊に編入されている。
10月31日、タロキナへ向かうアメリカ軍輸送船団の発見により連合襲撃部隊（妙高、羽黒、川内、文月、水無月、時雨、五月雨、白露）は14時30分にラバウルを出撃、ブーゲンビル島方面へ向かうも、アメリカ軍輸送船団まで約30浬とせまりながら同船団を発見できなかった。11月1日、輸送任務中の卯月はブカ島西方でメリル少将隊（巡洋艦4、駆逐艦8）と遭遇、砲撃を受けながらも避退に成功し「重巡2-3隻、駆逐艦5隻以上」を報告している。連合襲撃部隊はメリル隊と約20〜30浬ですれ違い、双方とも敵艦隊を発見できなかった。同日10時20分、連合襲撃部隊はラバウルに帰着した。
11月1日午前中、第八方面軍はブーゲンビル島タロキナへの逆上陸を企図し、南東方面艦隊と協議した結果、第一航空戦隊の基地物件を輸送してラバウルに到着したばかりの各艦（軽巡《阿賀野》、駆逐艦《大波、長波、若月、初風》）をもって第三襲撃部隊を編制した。連合襲撃部隊もラバウル帰投後ただちに燃料補給と打ち合わせを行い、総指揮官大森少将/第五戦隊司令官、連合襲撃部隊本隊（妙高、羽黒）、第一警戒隊/第二襲撃隊（川内、時雨、五月雨、白露）、第二警戒隊/第三襲撃隊（阿賀野、長波、初風、若月）、輸送隊（天霧、夕凪、文月、卯月、《水無月のみ単独ブカ島輸送》）という戦力が揃う。各部隊は15時30分にラバウルを出撃したが、輸送隊の小発動艇搭載に時間がかかり、夜間揚陸作戦成功の見込みがなくなった。本艦は19時45分と20時53分に爆撃（B-24）を受けたが、被害はなかった。だがアメリカ軍に発見されたことで逆上陸の可能性は消え、草鹿中将は輸送部隊（天霧、卯月、文月、夕凪）のラバウル帰投と、連合襲撃部隊のアメリカ軍輸送船団襲撃を命じた。一方、連合軍哨戒機も日本艦隊の動向を通報。アメリカ軍輸送船団を護るため、メリル少将の第39任務部隊（巡洋艦4隻、駆逐艦8隻）はタロキナ岬沖へ進出、日本艦隊との対決航路を取った。
11月2日（月齢3、海上静穏、半晴、視界8-15km）の日付変更時点で、連合襲撃部隊は大森少将（旗艦妙高）の本隊/第五戦隊（重巡妙高、羽黒）が中央、第二襲撃部隊（指揮官伊集院三水戦司令官：軽巡川内、第27駆逐隊《時雨、五月雨、白露》）が本隊左前方約5km、第三襲撃部隊（指揮官大杉守一第十戦隊司令官：軽巡阿賀野、駆逐艦《長波、初風、若月》）が本隊右前方を航行、そして妙高・羽黒偵察機の触接によりアメリカ軍メリル隊の方向へ航行していた。
0045、ほぼ同時に2隻（川内、時雨）が110度方向9000mに敵艦隊発見を報告、5分後には主隊（妙高、羽黒）が照明弾を発射してブーゲンビル島沖海戦（アメリカ軍呼称エンプレス・オーガスタ湾海戦）が始まった。メリル隊は連合襲撃隊の左前方に位置しており、必然的に最も近い距離にいた第二襲撃隊および本艦が最初に集中砲火を浴びた。0100前後には主機械が停止、舵故障、航行不能となった。
川内指揮下の第27駆逐隊は各艦魚雷8本を発射後、0052に至近弾を受けた白露が不意の運動で五月雨と衝突、両艦とも20ノット以上を出せなくなった。第27駆逐隊司令原為一大佐（司令駆逐艦時雨）は、先頭艦（川内）が右旋回したため時雨も転舵、その混乱により2隻（五月雨、白露）が衝突したと回想している。また被弾・炎上して航行不能となった川内から伊集院司令官移乗のため時雨に対し接近命令が出たが、戦闘中のためあえて黙殺（川内に接近すると時雨も巻き添えとなるため）、戦闘終了後に救助することに決定したという。
敵艦隊攻撃よりも回避運動を優先していた主隊と第三襲撃部隊は0107に妙高と初風が衝突し、初風は落伍した。この間、アメリカ軍は駆逐艦フートが魚雷命中により艦尾を吹き飛ばされた。川内が発射した魚雷が命中したとする文献もある。
0116、主隊（妙高、羽黒）はメリル隊にむけ初めて射撃を開始、同時に雷撃をおこなうが、メリル隊に深刻な損害を受けた艦はなかった。
0134、大森司令官は退却を下令、アメリカ艦隊は敗走する日本艦隊を追撃した。川内は円運動を描きながら射撃を続けていたが、バーナード・L・オースティン中佐の第46駆逐隊（サッチャー、コンヴァース）に発見され、攻撃を受けた。米駆逐艦2隻は魚雷8本を発射して2回の爆発音を確認した。第46駆逐隊が去ったあと、今度はアーレイ・バーク大佐率いる第45駆逐隊（チャールズ・オースバーン、ダイソン、スタンリー、クラクストン）が到着し、砲撃して撃沈したという。このあとアメリカ軍駆逐隊は漂流する初風を撃沈して戦場を去った。本海戦でアメリカ軍駆逐隊は魚雷52本を発射、うち2本が川内に命中したとみられる。
0334、戦場離脱中の白露は炎上する艦艇1隻を認めた。0530、戦場に取り残されていた川内は右舷に傾斜して沈没した。沈没地点南緯06度10分 東経154度20分 / 南緯6.167度 東経154.333度。荘司喜一郎大佐（川内艦長）は脱出せず行方不明(戦死)、第三水雷戦隊司令部はカッター2隻に乗り脱出した。
大森少将は損傷艦乗員救助のための潜水艦派遣を要請し、派遣された呂104によって11月3日午後に伊集院司令官以下、川内に乗艦していた者75名が救助され、同潜水艦は11月5日にラバウルに着いた。他に川内の乗員47名と三水戦要員4名がセント・ジョージ岬に自力でたどり着き生還した。生存者311名、戦死185名（艦長含む）と記録されている。
1944年（昭和19年）1月5日、川内は二等巡洋艦川内型、
帝国軍艦籍、
それぞれから除籍された。

## 歴代艦長
※『艦長たちの軍艦史』162-164頁、『日本海軍史』第9巻・第10巻の「将官履歴」及び『官報』に基づく。

### 艤装員長
1. 亥角喜蔵 大佐：1923年12月1日 - 1924年4月29日

### 艦長
1. 亥角喜蔵 大佐：1924年4月29日 - 1924年12月1日
2. 伊地知清弘 大佐：1924年12月1日 - 1925年7月2日
3. 中原市介 大佐：1925年7月2日 - 1925年11月20日
4. 今川真金 大佐：1925年11月20日 - 1926年11月1日
5. 相良達夫 大佐：1926年11月1日 - 1927年12月21日
6. 伴次郎 大佐：1927年12月21日 - 1928年3月15日
7. 間崎霞 大佐：1928年3月15日 - 1928年12月10日
8. 和田専三 大佐：1928年12月10日 - 1929年5月1日
9. 野原伸治 大佐：1929年5月1日 - 1929年11月30日
10. 三木太市 大佐：1929年11月30日 - 1930年12月1日
11. 岸本鹿子治 大佐：1930年12月1日 - 1931年9月14日
12. 後藤輝道 大佐：1931年9月14日 - 1932年12月1日
13. 高崎武雄 大佐：1932年12月1日 - 1933年11月15日
14. 鈴木田幸造 大佐：1933年11月15日 - 1934年7月4日
15. 吉田庸光 大佐：1934年7月4日 - 1934年11月1日
16. 中村一夫 大佐：1934年11月1日 - 1935年11月15日
17. 中島寅彦 大佐：1935年11月15日 - 1936年12月1日
18. 山本正夫 大佐：1936年12月1日 - 1937年12月1日[228]
19. 木村進 大佐：1937年12月1日 - 1938年12月15日
20. 伊崎俊二 大佐：1938年12月15日 - 1939年11月15日
21. 久宗米次郎 大佐：1939年11月15日 - 1941年7月25日
22. 島崎利雄 大佐：1941年7月25日 -
23. 森下信衛 大佐：1942年4月25日 - 1943年5月20日
24. 荘司喜一郎 大佐：1943年5月20日 - 1943年11月2日戦死

## 同型艦
- 神通 - 那珂